# Antoaneta Stefanowa
Antoaneta Andonowa Stefanowa (bulgarisch Антоанета Андонова Стефанова; * 19. April 1979 in Sofia) ist eine bulgarische Schachspielerin. Sie wurde 2012 Weltmeisterin im Schnellschach.

## Leben
Sie erlernte das Schachspiel im Alter von vier Jahren zusammen mit ihrer drei Jahre älteren Schwester Liana von ihrem Vater Andon Stefanow. Bereits im Alter von sieben Jahren wurde sie Stadtmeisterin von Sofia.
Im Jahr 1989 wurde sie in Puerto Rico Jugendweltmeisterin der Altersklasse U10 weiblich und gewann dabei alle 11 Partien. 1992 wurde sie Jugendeuropameisterin der Altersklasse U14 weiblich. Im selben Jahr spielte sie ihre erste Schacholympiade. 1995 gewann sie die Landesmeisterschaft der Frauen überlegen mit 13 Punkten aus 14 Partien. 2000 wurde sie in die bulgarische Nationalmannschaft der Männer berufen. 2002 wurde sie in Warna Schacheuropameisterin der Frauen. Im selben Jahr errang sie den Titel eines Großmeisters.
In Elista 2004 gewann sie durch einen 2,5:0,5-Sieg im Finale gegen Jekaterina Kowalewskaja die Schachweltmeisterschaft der Frauen. Kurz zuvor hatte sie bei der Europameisterschaft der Frauen in Dresden den dritten Platz belegt. Als Weltmeisterin war Stefanowa für den Schach-Weltpokal 2005 qualifiziert, bei dem sie in der ersten Runde Ivan Sokolov mit 0,5:1,5 unterlag. 2008 gewann sie den North Urals Cup in Krasnoturjinsk, das mit einem Elo-Schnitt der Teilnehmerinnen von 2522 als bestbesetztes Frauenturnier aller Zeiten bezeichnet wurde.
Im Juni 2012 gewann sie in Batumi die Weltmeisterschaft der Frauen im Schnellschach.
Im Februar 2015 lag Stefanowa auf dem 15. Platz der Frauenweltrangliste. Die bulgarische Rangliste der Frauen führt sie seit Juli 1995 an, in der gesamten bulgarischen Elo-Liste liegt sie auf Platz 11. Von Januar bis Juli 2003 belegte sie den zweiten Platz der Frauenweltrangliste.
Sie ist mit Großmeister Iwan Tscheparinow verheiratet, mit dem sie eine Tochter hat.
Stefanowa ist Ehrenbürgerin von Plowdiw
| Die zur Anzeige dieser Grafik verwendete Erweiterung wurde dauerhaft deaktiviert. Wir arbeiten aktuell daran, diese und weitere betroffene Grafiken auf ein neues Format umzustellen. (Mehr dazu) |

## Nationalmannschaft
Seit 1992 nahm Stefanowa an allen zwölf Schacholympiaden teil. Sie spielte 2000 in der offenen Klasse, bei den übrigen Austragungen im Wettbewerb der Frauen. Von 1999 bis 2013 nahm sie an allen acht Mannschaftseuropameisterschaften der Frauen am Spitzenbrett teil und gewann dabei zwei individuelle Medaillen. 2009 hatte sie das zweitbeste, 2005 das drittbeste Einzelergebnis am ersten Brett.

## Vereine
Die russische Mannschaftsmeisterschaft der Frauen gewann Stefanowa 2004 und 2005 mit dem AWS Krasnoturjinsk, mit dem sie auch sechsmal am European Club Cup der Frauen teilnahm und diesen 2011 gewann, 2009 mit der Mannschaft von Spartak Widnoje, mit der sie im selben Jahr auch den European Club Cup der Frauen gewann. In der britischen Four Nations Chess League (4NCL) spielte sie erstmals in der Saison 2002/03 für Guildford A&DC, seit 2012 spielt sie erneut für diese Mannschaft und gewann die 4NCL 2013, 2014, 2015, 2016 und 2018. In Frankreich spielte Stefanowa von 2002 bis 2009 für Clichy-Echecs-92. Sie spielte in den Saisons 2004/05 und 2005/06 in der höchsten Spielklasse, der Top 16, und gewann 2003, 2005, 2007 und 2009 die französische Mannschaftsmeisterschaft der Frauen.
Stefanowa hat auch schon für RAD Belgrad und ULIM Chişinău gespielt. In der deutschen Frauenbundesliga spielt sie seit der Saison 2015/16 für die OSG Baden-Baden und gewann mit dieser 2016 und 2018 den Titel. In der chinesischen Mannschaftsmeisterschaft spielte sie 2016 für Zhejiang, 2017 für Tianjin und 2019 für Shandong. In der spanischen División de Honor trat Stefanowa 2020 für Magic Extremadura an.

## Politik
Bei der Parlamentswahl 2021 im April wurde sie für die Partei Ima Takaw Narod in die Nationalversammlung gewählt.